# Бокан, Боу
Боу Бокан (англ. Beau Mark Bokan, род. 30 ноября 1981) — американский музыкант, вокалист металкор-группы Blessthefall.

## Карьера
С 2007 по 2008 год пел в группе Take The Crown. 26 сентября 2008 года стал участником Blessthefall, заменив покинувшего группу Крейга Мэббита, который исполнял партии чистого вокала.

## Личная жизнь
- Женат на Лайтс. У пары есть дочь Рокет Уайльд Бокан, родившаяся 15 февраля 2014 года.
- В 2011 году запустил свою линию одежды «Golden Hearts Shine Forever».
- Не употребляет наркотики (алкоголь, табак и другие).

## Дискография

### Альбомы
Take The Crown
- Demo (Independiente, 2007)
- Let The Games Begin (Independiente, 2007)
- Relapse React (Rise, 2008)

Blessthefall
- Witness (Fearless Records, 2009)
- Awakening (Fearless Records, 2011)
- Hollow Bodies (Fearless Records, 2013)
- To Those Left Behind (Fearless Records, 2015)
- Hard Feelings (Rise Records, 2018)